# Marie Gülich
Marie Isabelle Gülich (Altenkirchen, 28 maggio 1994) è una cestista tedesca, professionista nella WNBA.